# Metal Gear Solid Touch
Metal Gear Solid Touch é um jogo eletrônico de tiro em terceira pessoa lançado para iPhone e iPod Touch, desenvolvido pela Kojima Productions e publicado pela Konami mundialmente. Anunciado em 16 de dezembro de 2008, Metal Gear Solid Touch é baseado em Metal Gear Solid 4: Guns of the Patriots, sendo lançado no App Store em 2009.